# Meller Ringweg
Der Meller Ringweg ist ein ausgeschilderter Rundwanderweg rund um die Stadt Melle und rund um das Grönegau. Vereinzelt wird er daher auch als Grönegauweg bezeichnet. Der Weg gilt seitens der Amts für Stadtmarketing, Kultur und Tourismus der Stadt Melle als aufgegeben.

## Markierung
Sein Verlauf ist mit einem weißen M ( M ) gekennzeichnet. Da der Weg offiziell als aufgegeben gilt, werden die Markierungen nicht durchgängig regelmäßig erneuert oder die Wege geprüft. Dennoch ist das weiße M meist immer noch gut erkennbar und wird auf vielen Abschnitten auch regelmäßig erneuert. Auf einigen Abschnitten fehlen jedoch die Wegmarkierungen oder sind stark verwittert. An einigen Stellen – z. B. am Bahnhof Westerhausen oder entlang des Kammweg des Wiehengebirges – stehen noch häufig Wanderkarten, die den Verlauf des Weges abschnittsweise zeigen.

## Verlauf
Ein möglicher Start-/ Endpunkt des Rundwanderwegs ist der Bahnhof Westerhausen an der Bahnstrecke Löhne–Rheine bei Oldendorf im Osnabrücker Hügelland. Gegen den Uhrzeigersinn (der Weg ist in beide Richtungen markiert) führt der Weg an der Bifurkation der Else durch das Hasetal Richtung Wellingholzhausen. Südlich davon steigt der Weg an und erreicht den Fuß des Teutoburger Waldes. Im Beutling werden Höhen über 200 m ü. NHN erreicht. Über Neuenkirchen, Schiplage, Riemsloh verläuft der Weg durch das Ravensberger Hügelland, auf weiten Strecken aber flach entlang der Warmenau Richtung Bruchmühlen im Elsetal. Nördlich der Else verläuft der Weg links und rechts des Kilverbachs und steigt kontinuierlich zum Wiehengebirge an. Im nordrhein-westfälischen Rödinghausen wird der Gipfel des Nonnensteins 274 m ü. NHN erreicht. Durch bergiges Gelände führt der Kammweg bis zur Hunte bei Barkhausen, um dann wieder anzusteigen. Bei Rattinghausen wird der Kammweg verlassen und der Meller Ringweg führt durch waldreiches und hügeliges Gebiet Richtung Süden und Richtung nördlicher Ausläufer der Meller Berge. Hier passiert der Weg unweit der Huntequelle den Hesterbrink – mit 234 m ü. NHN höchster Berg der Stadt Melle. Durch weiterhin waldreiches und hügeliges Gebiet nördlich von Oldendorf führt der Weg wieder hinab nach Westerhausen.

### Übergänge
- Im Osten verlaufen der Sachsenweg ( S ) und der Meller Ringweg auf langen Teilabschnitten auf identischer Route.
- Bei Melle-Neuenkirchen kreuzt der Talweg ( X8 )
- Im Wiehengebirge verlaufen Wittekindsweg (), gleichzeitig E11 (), und Meller Ringweg überwiegend auf identischen Strecken.
- Bei Barkhausen berührt der Weg die Nordvariante des Wittekindswegs ( ┴ )
- Der Limberg-Nonnenstein-Weg ( O ) und Meller Ringweg teilen sich rund um den Nonnenstein die Wege.
- Im Nordwesten verläuft der Meller Ringweg auf langen Teilabschnitten nacheinander auf den Routen des DiVa Walks (), des Ems-Hase-Hunte-Else-Wegs ( ● ) und des südlichen Tourenwegs ( x ).
- Im Teutoburger Wald kreuzt mehrfach der Schau-ins-Land-Weg ( X25 ).

### Sehenswürdigkeiten
- Schloss Ledenburg
- Bifurkation der Else aus der Hase
- Kronensee
- Aussichtsturm Beutling
- Schloss Brincke
- St. Anna
- Schloss Königsbrück
- Gut Warmenau (unweit des Weges)
- Haus Kilver
- St. Bartholomäus
- Nonnenstein
- Grüner See
- Saurierfährten Barkhausen
- EXPO-Sternwarte Melle (unweit des Weges)
- Volkssternwarte Melle (unweit des Weges)
- Gut Ostenwalde (unweit des Weges)